# Mörtsjön (Fjällsjö socken, Ångermanland)
Mörtsjön är en sjö i Strömsunds kommun i Ångermanland och ingår i Ångermanälvens huvudavrinningsområde. Sjön har en area på 2,59 kvadratkilometer och ligger 230 meter över havet. Sjön avvattnas av vattendraget Mörtsjöbäcken.

## Delavrinningsområde
Mörtsjön ingår i det delavrinningsområde (707426-151638) som SMHI kallar för Utloppet av Mörtsjön. Medelhöjden är 266 meter över havet och ytan är 20,61 kvadratkilometer. Det finns inga avrinningsområden uppströms utan avrinningsområdet är högsta punkten. Mörtsjöbäcken som avvattnar avrinningsområdet har biflödesordning 4, vilket innebär att vattnet flödar genom totalt 4 vattendrag innan det når havet efter 141 kilometer. Avrinningsområdet består mestadels av skog (71 procent). Avrinningsområdet har 2,77 kvadratkilometer vattenytor vilket ger det en sjöprocent på 13,4 procent.